# Невинные чародеи
«Невинные чародеи» (пол. Niewinni czarodzieje) — фильм польского режиссёра Анджея Вайды по произведениям Ежи Анджеевского, со сценарным участием
Ежи Сколимовского.
Лирический рассказ о поколении молодых поляков начала 60-х годов. В сцене прогулки по утренней Варшаве герои фильма, музыканты джазового коллектива, говорят о себе: «В древние времена мудрецы искали сокровища и лекарства. Мы, невинные чародеи, ищем их, чтобы убить наши собственные надежды».

## Сюжет
Молодой доктор работает в боксёрском клубе, отдавая свободные вечера игре в джазовом оркестре. После выступления он вместе с другом идёт в кафе, где его товарищ хочет познакомиться с понравившейся ему незнакомкой. Помогая робкому приятелю, доктор первым знакомится с девушкой и приглашает её к себе домой. Там они представляются друг другу вымышленными именами Базиля и Пелагеи. По обоюдному договору они намерены провести вечер по готовому сценарию: немного алкоголя, первый поцелуй, недолгая интеллектуальная беседа и общая постель. Начатая ими циничная игра постепенно переходит в искреннее романтичное чувство.

## В ролях
- Тадеуш Ломницкий — Базиль
- Кристина Стыпульковска — Пелагея
- Збигнев Цыбульский — Эдмунд
- Тереса Шмигелювна — Тереза, медсестра
- Ванда Коческая — Мирка
- Ежи Сколимовский — Гамлет, боксёр
- Кшиштоф Комеда — в роли самого себя
- Анджей Новаковский — джазовый музыкант
- Роман Полански — контрабасист
- Станислава Пшибыльска — певица
- Калина Ендрусик — журналист
- Анджей Гавроньский — эпизод